# Namentenga (tỉnh)
Namentenga là một trong 45 tỉnh của Burkina Faso, tọa lạc ở vùng Centre-Nord.
Thủ phủ là Boulsa. Tỉnh này có dân số 252.738 (1996) với mật độ dân số 39,10 người/km2.
Namentenga được chia thành 6 tổng:
- Boala
- Boulsa
- Bouroum
- D'Argo
- Nagbingou
- Tougouri
- Yalgo
- Zeguedeguin